# Репнинская улица
Репни́нская улица — улица в Красногвардейском и Калининском районах Санкт-Петербурга. Проходит от Екатерининского проспекта до Брюсовской улицы.

## История
В 1903 году, к 200-летнему юбилею Санкт-Петербурга, улицы Пискарёвки получили названия в честь ближайших сподвижников Петра I. Небольшая улочка, отходящая на запад от Пискарёвского проспекта до ныне не существующего продолжения Меншиковского проспекта (в некоторых картах называемое Ростиславская улица) параллельно Брюсовской улице, была названа Репнинской улицей, в честь военачальника и государственного деятеля А. И. Репнина.
В 1930-х годах, после постройки Пискарёвского путепровода, улица фактически оказалась отрезанной от Пискарёвского проспекта и вскоре исчезла.
В 1960—1970-х годах вдоль железной дороги от Екатерининского проспекта до Пискарёвского путепровода был проложен проезд, номинально относившийся к Екатерининскому проспекту.
В 2007 году Пискарёвский путепровод был реконструирован, в результате чего стало возможным проложить улицу вдоль железнодорожных путей под путепроводом. Проезд, шедший от Екатерининского проспекта, был расширен и продлён за путепровод до Брюсовской улицы.
Постановлением правительства Санкт-Петербурга № 1240 от 3 октября 2008 года проезду от Екатерининского проспекта до Брюсовской улицы присвоено название Репнинская улица, как память об одноимённой улице, существовавшей примерно в этом месте.

## Транспорт
Ближайшие станции метро — «Академическая» и «Площадь Мужества», расстояние по прямой до них около 3,2—3,4 км.
В непосредственной близости к улице располагается железнодорожная станция Пискарёвка.
Участок от бокового проезда Пискарёвского проспекта до Брюсовской улицы используется всеми автобусными маршрутами, имеющими кольцо на автостанции «Пискарёвка».

## Пересечения
- Екатерининский проспект
- Пискарёвский проспект (боковой проезд)
- Брюсовская улица